# Phasicnecus obtusus
Phasicnecus obtusus är en fjärilsart som beskrevs av Walker 1864. Phasicnecus obtusus ingår i släktet Phasicnecus och familjen Eupterotidae. Inga underarter finns listade i Catalogue of Life.